# Средства для наркоза
Средства для наркоза — группа веществ, вызывающая хирургический наркоз. Они угнетают межнейронную синаптическую передачу возбуждения в ЦНС. При этом нарушается передача афферентных импульсов, изменяются корково — подкорковые взаимоотношения, функция промежуточного, среднего, спинного мозга и с нарушением синаптической передачи, что и обусловливает развитие наркоза. Состояние наркоза характеризуется обратимым угнетением ЦНС с выключением сознания, подавлением чувствительности (в первую очередь болевой) и рефлекторных реакций, снижением тонуса скелетных мышц.

## История
У истоков существующего сейчас арсенала фармакотерапии находились обезболивающие средства. Ещё в глубокой древности люди находили в природе вещества, облегчавшие страдания при травмах и болях различного происхождения. В древних рукописях (например, в «Папирусе Эберса», XVI века до н. э. и других) содержатся сведения о применении для этих целей опия, белены и других растительных средств. После выделения из опия морфина в 1806 году, его стали широко использовать в качестве обезболивающего средства.
В середине XIX века началась эра ингаляционного наркоза. В 1844 году для обезболивания (при удалении зубов) была использована закись азота, а в 1846 году начали применять летучие жидкости — диэтиловый эфир и хлороформ. С начала XX века круг препаратов, применяемых для обезболивания, наркоза, и в сочетании с наркозом начал существенно расширяться. Появились средства для внутривенного наркоза, новые ингаляционные средства, миорелаксанты, новые методы общей анестезии. В результате возможности наркоза существенно расширились, он стал безопаснее для пациентов. В 1950-х годах сформировался новый раздел медицины — анестезиология.

## Классификация
Средства для наркоза подразделяют по способу применения и по механизму действия. Средства для ингаляционного наркоза (газы и летучие жидкости, применяемые посредством ингаляции) действуют по одному механизму, который, однако, окончательно ещё не выяснен. Средства для неингаляционного наркоза применяют внутривенно или внутримышечно, они действуют по разным механизмам.